# Янза, Карой
Карой Янза (венг. Károly Janza; 11 апреля 1914, Будапешт, Австро-Венгрия — 21 июня 2001, Будапешт, Венгрия) — венгерский военачальник, министр обороны Венгерской Народной Республики (1956).

## Биография
После окончания начальной школы работал токарем на судостроительной верфи Ганц. В 1945 г. становится президентом операционного комитета верфи, однако в 1949 г., уволившись, уходит добровольцем в армию. Становится заместителем, затем — начальником службы продовольственного обеспечения Венгерской народной армии. В 1952 г. ему был присвоен чин генерал-лейтенанта.
В январе-октябре 1956 г. — заместитель министра, в конце октября-начале ноября 1956 г. — министр обороны ВНР. Во время Венгерского восстания (1956) безуспешно пытался убедить повстанцев сложить оружие.
21 февраля 1958 г. был лишен воинского звания. В 1990 г. был реабилитирован.